# 1399-1390 v.Chr.
De jaren 1399-1390 v.Chr. (van de christelijke jaartelling) zijn een decennium in de 14e eeuw v.Chr..

## Gebeurtenissen

### Mesopotamië
- 1398 v.Chr. - Koning Kurigalzu I van Kar-Duniash herbouwt de stad Ur.
- 1390 v.Chr. - Eriba-Adad I (1393 - 1365 v.Chr.) van Assur sluit een alliantie met de Hettieten.

### Egypte
- 1397 v.Chr. - Koning Thoetmosis IV (1397 - 1388 v.Chr.) de achtste farao van de 18e dynastie van Egypte.
- 1395 v.Chr. - Thoetmosis IV onderdrukt een opstand in de Levant en sluit een vredesverdrag met Mitanni.
- 1393 v.Chr. - Thoetmosis IV begint een veldtocht naar Koesj, waar de bevolking in opstand is gekomen.

### Griekenland
- 1394 v.Chr. - Koning Pentheus (1394 - 1389 v.Chr.) van Thebe verstoot Polydorus van zijn troon.
- 1390 v.Chr. - De Dionysuscultus verspreidt zich met veel geweld over Griekenland.

<< · 1399-1390 · 1389-1380 · 1379-1370 · 1369-1360 · 1359-1350 · 1349-1340 · 1339-1330 · 1329-1320 · 1319-1310 · 1309-1300 · >>